# Ambroży (Smirnow)
Ambroży, imię świeckie Aleksiej Stiepanowicz Smirnow (ur. 23 marca?/4 kwietnia 1874 w Kostromie, zm. w kwietniu 1938) – rosyjski biskup prawosławny.

## Życiorys
Był synem prawosławnego protojereja służącego w eparchii kostromskiej. Ukończył seminarium duchowne w Kostromie, a następnie w 1899 Moskiewską Akademię Duchowną z tytułem kandydata nauk teologicznych. Po ukończeniu nauki skierowano go do pracy w charakterze asystenta inspektora seminarium duchownego w Błagowieszczeńsku. 7 kwietnia 1900 biskup błagowieszczeński Innocenty dokonał jego postrzyżyn mniszych, nadając mu imię zakonne Ambroży. 30 kwietnia 1900 mnich Ambroży przyjął święcenia kapłańskie. W 1901 został inspektorem seminarium duchownego w Błagowieszczeńsku, zaś w 1904 otrzymał stanowisko jego rektora z godnością archimandryty. W latach 1906–1911 był przełożonym Monasteru Miroskiego w Pskowie.
29 lipca 1911 otrzymał nominację na biskupa michajłowskiego, wikariusza eparchii riazańskiej. Jego chirotonia miała miejsce 31 lipca tego samego roku w Ławrze św. Aleksandra Newskiego. W eparchii riazańskiej służył do maja 1917, gdy przeniesiono go do eparchii orłowskiej, również jako jej wikariusza z tytułem biskupa jeleckiego. Brał udział w pracach Soboru Lokalnego Rosyjskiego Kościoła Prawosławnego na przełomie lat 1917 i 1918.
W 1918 został aresztowany. Kolejne informacje o tym pochodzą z końca 1920 lub już z 1921, gdy jest wymieniany jako biskup briański. W 1921 ponownie został aresztowany, w roku następnym zatrzymany ponownie i za czynne przeciwdziałanie rozwojowi ruchu odnowicielskiego zmuszony do zamieszkania w Moskwie. W 1923 mianowano go biskupem riazańskim. W latach 1925–1926 był wikariuszem eparchii moskiewskiej z tytułem biskupa siergijewskiego. Służył w moskiewskiej cerkwi św. Mikołaja w Ziemnym Grodzie. W 1926 został aresztowany, a następnie skazany na trzyletnie zesłanie do Ust'-Sysolska. W 1928 został biskupem dmitrowskim, wikariuszem eparchii moskiewskiej.
W 1928 otrzymał godność arcybiskupią i został ordynariuszem eparchii wołogodzkiej. Trzy lata od powołania na urząd został po raz kolejny aresztowany i skazany na trzy lata łagru. Po odbyciu kary ponownie powrócił do czynnej pracy duszpasterskiej jako wikariusz eparchii saratowskiej z tytułem biskupa pugaczowskiego. W latach 1934–1935 był wikariuszem eparchii niżnonowogrodzkiej z tytułem biskupa muromskiego. W 1935 został ponownie aresztowany i skazany na trzyletnią zsyłkę do Kraju Krasnojarskiego. W 1938 zatrzymano go powtórnie. Podczas śledztwa przyznał się do stawianych mu zarzutów przygotowywania powstania zbrojnego i działalności kontrrewolucyjnej. Został skazany na śmierć i rozstrzelany. 
Odznaczony orderem św. Włodzimierza III stopnia.